# Moses Zarzal
Moses Zarzal (fl. 1400) è stato uno scrittore e medico spagnolo converso di re Enrico III di Castiglia, al quale il rabbino e medico catalano Profiat Duran dedicò il poema Ḥesheb ha-Efod (la cintura di "Efod").
È l'autore presunto di alcuni poemi in castgiliano, frai quali uno composto in occasione della nascita del figlio di Enrico II, futuro re Giovanni II di Castiglia.